# Jody Morris
Jody Steven Morris (* 22. Dezember 1978 in London) ist ein ehemaliger englischer Fußballspieler und jetziger -trainer.

## Vereinskarriere
Jody Morris spielte in seiner Jugend beim FC Chelsea, einem der größten Londoner Fußballvereine, und bekam dort 1995 seinen ersten Profivertrag. Bereits im Alter von 17 Jahren debütierte er beim 5:0-Sieg gegen den FC Middlesbrough am 4. Februar 1996. Chelsea entwickelte sich Ende der 1990er Jahre zu einer Spitzenmannschaft, unter anderem weil der damalige Trainer Ruud Gullit sich immer wieder um zahlreiche namhafte Neuverpflichtungen kümmerte. Für Morris war es als junger Spieler daher sehr schwer sich gegen die große Konkurrenz im Mittelfeld, wie z. B. Dennis Wise, Roberto Di Matteo oder Gustavo Poyet durchzusetzen. Im Herbst 2000 stieß Claudio Ranieri als Trainer zum Verein und verstärkte die Mannschaft mit weiteren Spitzenspielern wie Frank Lampard. Der Stand von Jody Morris blieb daher auch unter dem italienischen Trainer eher bei einer Reservistenrolle. Dennoch blieb er dem Verein acht Jahre lang treu und schaffte es auf 124 Ligaeinsätze. Auch wenn er zumeist nur als Reservespieler agierte und in vielen Endspielen gar nicht spielte, gewann Morris mit Chelsea viele Titel. 2000 gewann er mit den Londonern den FA Cup, 1998 den Europapokal der Pokalsieger sowie den europäischen Supercup und im Jahre 2000 den FA Community Shield.
Zur Saison 2003/04 wechselte Jody Morris zu Leeds United, die jedoch am Saisonende aus der Premier League abstiegen. Noch bevor der Abstieg feststand wurde der Mittelfeldspieler von Leeds wegen angeblicher Vergewaltigung suspendiert und vom damaligen Zweitligisten Rotherham United verpflichtet. Dort blieb er jedoch nur vier Monate und wechselte im Juli 2004 zum FC Millwall. Für die Löwen machte Morris über 60 Einsätze und blieb dem Verein auch treu, als er 2006 in die Drittklassigkeit abstieg. Durch einen Jochbeinbruch und einen Kreuzbandriss war er lange Zeit außer Gefecht und wurde am Ende der Saison 2006/07 nach nur vier Einsätzen in der ersten Mannschaft bei Millwall entlassen. Eine danach folgende kurze Probezeit beim Premier-League-Absteiger Charlton Athletic brachte keinen zählbaren Erfolg, weshalb Morris sich im Anschluss beim Viertligisten FC Brentford fit hielt.
Ende Februar 2008 unterschrieb der Engländer zunächst einen kurzfristigen Vertrag beim schottischen Verein FC St. Johnstone. Der dortige Trainer zu diesem Zeitpunkt war sein ehemaliger Mitspieler beim FC Millwall Derek McInnes. Nach dem Ende der Saison wurde sein Vertrag verlängert und Morris spielte noch bis 2012 für die Schotten. Danach folgte er erneut dem mittlerweile zu Bristol City abgewanderten Trainer McInnes. Nach einem halben Jahr bei den Robins wurde sein Vertrag aufgelöst.

## Nationalmannschaft
Morris gehörte jahrelang zum Aufgebot englischer Nachwuchsnationalmannschaften. Mit der U16 nahm er als Stammspieler 1995 an der U-16-Europameisterschaft teil, das Team scheiterte im Viertelfinale am französischen Nachwuchs. Für die englische U-20-Nationalmannschaft bestritt er bei der Junioren-WM 1997 beim Erreichen des Achtelfinals (1:2-Niederlage gegen den späteren Weltmeister Argentinien) alle vier Turnierspiele an der Seite spätere A-Nationalspieler wie Michael Owen, Jamie Carragher und Danny Murphy. Für die englische U21 lief er zudem zwischen 1996 und 1999 in sieben Partien auf.

## Titel
- Englischer Pokalsieger: 2000
- Europapokal der Pokalsieger: 1998
- UEFA Super Cup: 1998
- FA Community Shield: 2000

## Trainerkarriere
Morris gehörte ab der Saison 2013/14 zum Trainerstab der U21 des FC Chelsea, in der Folge war er Co-Trainer bei der U18 des Klubs. Zur Saison 2016/17 stieg er zum Cheftrainer der U18 auf und gewann mit dem Team 2017 und 2018 jeweils die Meisterschaft in der U18 Premier League sowie den FA Youth Cup. In der Sommerpause 2018 ging er als Co-Trainer von Frank Lampard zum Zweitligisten Derby County. Im Saisonverlauf gelang ein Sieg über Manchester United im FA Cup sowie der Einzug ins Play-off-Finale um den Aufstieg in die Premier League, das mit 1:2 gegen Aston Villa verloren ging.
Im Sommer 2019 wechselte Lampard gemeinsam mit Morris zum FC Chelsea. Nach einem 4. Platz in der ersten Saison endete mit der Entlassung Lampards im Januar 2021 auch Morris’ Zeit bei Chelsea.
Ende Januar 2023 wurde Morris als neuer Cheftrainer des Viertligisten Swindon Town vorgestellt. Nach nur vier Siegen aus 18 Partien wurde Morris bereits am 1. Mai 2023 kurz vor Saisonende wieder entlassen, das Team hatte sich unter seiner Leitung in der Tabelle von Rang 6 auf Rang 10 verschlechtert.

## Eskapaden
Jody Morris machte während seiner bisherigen Karriere durch negative Schlagzeilen immer wieder neben dem Spielfeld auf sich aufmerksam. So soll er zu einer Gruppe von Chelsea-Spielern gehört haben, die kurz nach den Terroranschlägen am 11. September 2001 eine Gruppe von US-amerikanischen Touristen am London Heathrow Airport beleidigt hat. Ebenso war er zusammen mit John Terry in eine Prügelei in einem Londoner Nachtclub involviert und wurde 2003 der Vergewaltigung einer 20-jährigen Frau beschuldigt. Am 1. November 2006 wurde er verhaftet, als er betrunken entgegen der Fahrtrichtung einer Einbahnstraße fuhr. Da er bereits zum zweiten Mal betrunken am Steuer gefasst wurde, bekam er vier Jahre Führerscheinverbot, 80 Arbeitsstunden sowie zwei Jahre auf Bewährung.
Bei einer 2001 von der britischen Tageszeitung The Guardian durchgeführten Wahl zum Fußballer mit dem schlechtesten Benehmen, wurde Morris Achter.